# Utetheisa stretchii
Utetheisa stretchii är en fjärilsart som beskrevs av Butler 1877. Utetheisa stretchii ingår i släktet Utetheisa och familjen björnspinnare. Inga underarter finns listade i Catalogue of Life.